# Lopidea gainesi
Lopidea gainesi är en insektsart som beskrevs av Knight 1918. Lopidea gainesi ingår i släktet Lopidea och familjen ängsskinnbaggar. Inga underarter finns listade i Catalogue of Life.